# Basilica di San Clemente al Laterano
La basilica di San Clemente a Roma, dedicata a papa Clemente I, sorge nella valle tra l'Esquilino e il Celio, sulla direttrice che unisce il Colosseo al Laterano, nel rione Monti. Ha la dignità di basilica minore ed è retta dalla provincia irlandese dei domenicani.
La basilica che oggi vediamo è stata edificata nel XII secolo ed è collegata al convento domenicano. Il complesso riveste una grande importanza perché si trova al di sopra di antichi edifici interrati per due livelli di profondità, il più antico dei quali risale al I secolo d.C.; i due livelli al di sotto dell'attuale basilica sono stati riscoperti e portati alla luce dal 1857 grazie a padre Joseph Mullooly O.P., allora priore del convento. I tre livelli sono, dall'alto:
1. la basilica attuale, medioevale;
2. la basilica antica, in un edificio già dimora di un patrizio romano;
3. un insieme di costruzioni romane di epoca post-neroniana. Ad un quarto livello sotto i precedenti appartengono tracce di costruzioni romane più antiche.

Queste sovrapposizioni, che si riscontrano in altri edifici romani, sono avvenute in modo particolarmente evidente in virtù delle notevoli sedimentazioni dovute alla posizione (la valle tra i colli Esquilino e Celio) ed a particolari avvenimenti storici (l'incendio neroniano, il saccheggio di Roberto il Guiscardo).
I primi due livelli sotterranei sono stati portati alla luce e consolidati, e sono oggi in buona parte comodamente percorribili e visitabili.
La ricchezza di elementi architettonici, artistici e storici, comprendenti l'arco di vita di quasi tutta l'era cristiana, ne fa un monumento unico nella storia dell'arte di Roma.

## La basilica moderna

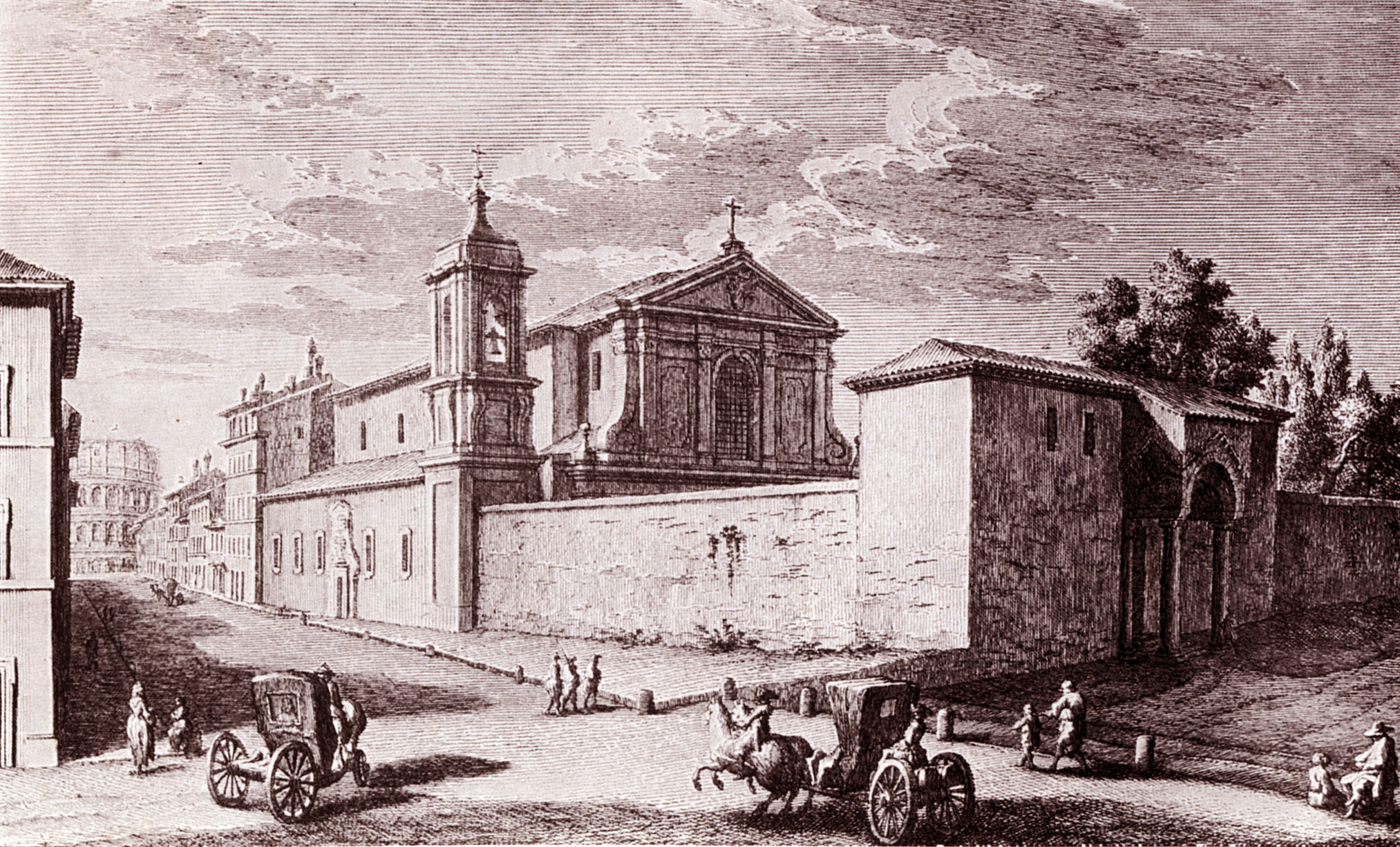
San Clemente in un'incisione di Giuseppe Vasi

La basilica superiore fu realizzata nel XII secolo da Anastasio, che fu cardinale titolare tra il 1099 ed il 1120, e fu consacrata in data ancora non precisata. È noto solo che papa Pasquale II, che ne era già stato cardinale titolare dal 1076 ca. al 1099 in questo ultimo anno venne nominato papa nella stessa basilica. Con queste opere la basilica antica fu demolita nella parte superiore ed interrata fino alla quota di circa 4 m, utilizzando le vecchie strutture come fondazioni di quelle nuove e restringendone la larghezza (la navata centrale della basilica sotterranea è larga quanto la navata centrale più la navatella destra della basilica attuale).
La motivazione più ricorrente della demolizione dell'antica basilica è considerata quella del suo cattivo stato di conservazione, nonché l'accumulo di macerie a seguito dell'incendio delle truppe normanne del 1084 (Sacco di Roma); tuttavia si sono successivamente reperite ulteriori e più profonde motivazioni (1) nel clima di rinnovamento romanico che i benedettini portarono nel clero romano ed italiano in genere, e anche (2) nella profonda relazione della basilica inferiore con l'antipapa Clemente III/Guiberto di Ravenna.
Numerosi interventi successivi ne hanno modificato l'aspetto interno ed esterno; l'aspetto attuale è stato infine definito in un importante restauro effettuato tra il 1713 ed il 1719 voluto da papa Clemente XI e realizzato a cura dell'architetto Carlo Stefano Fontana, nipote del più famoso Domenico Fontana.

### L'interno

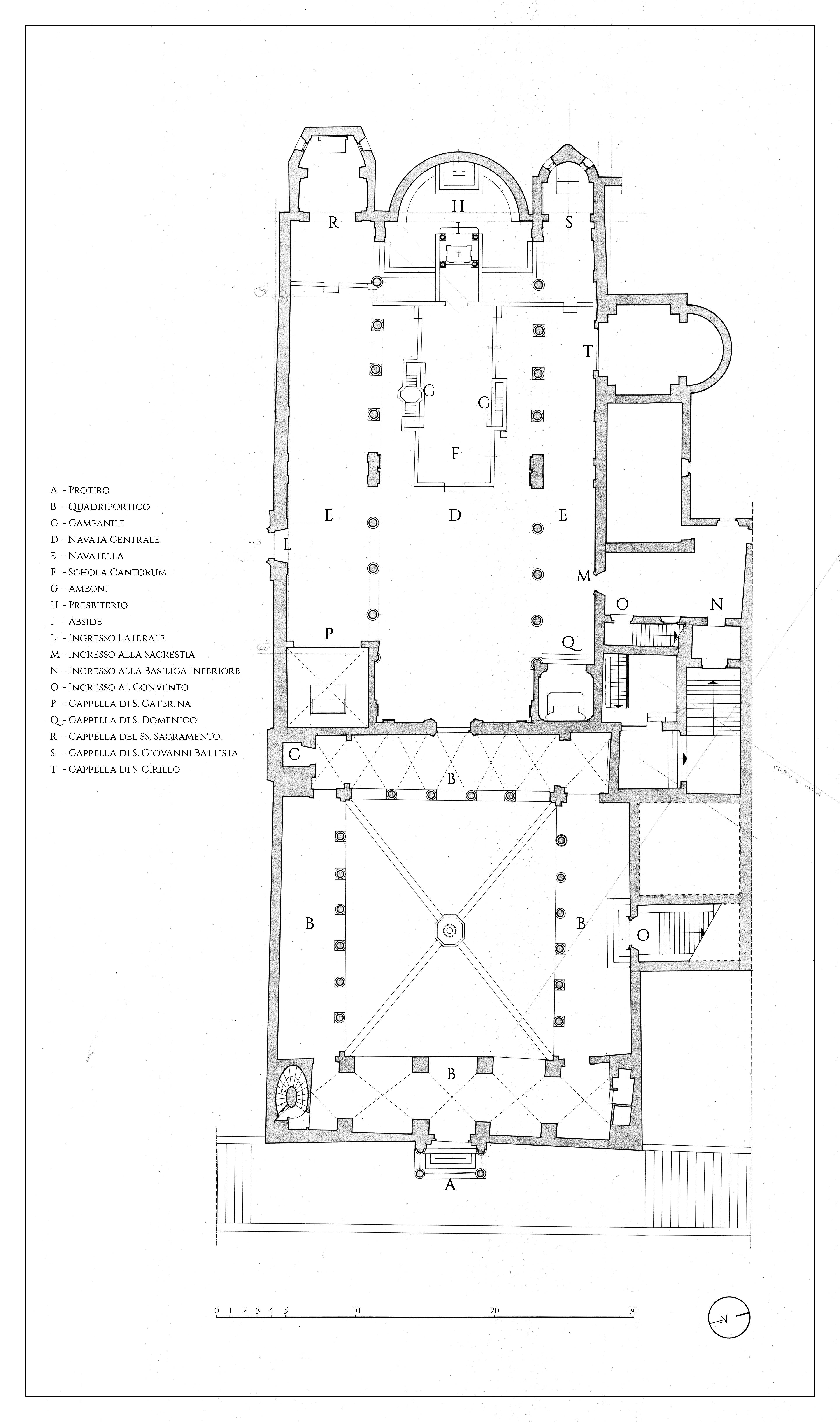
Pianta attuale della basilica superiore.

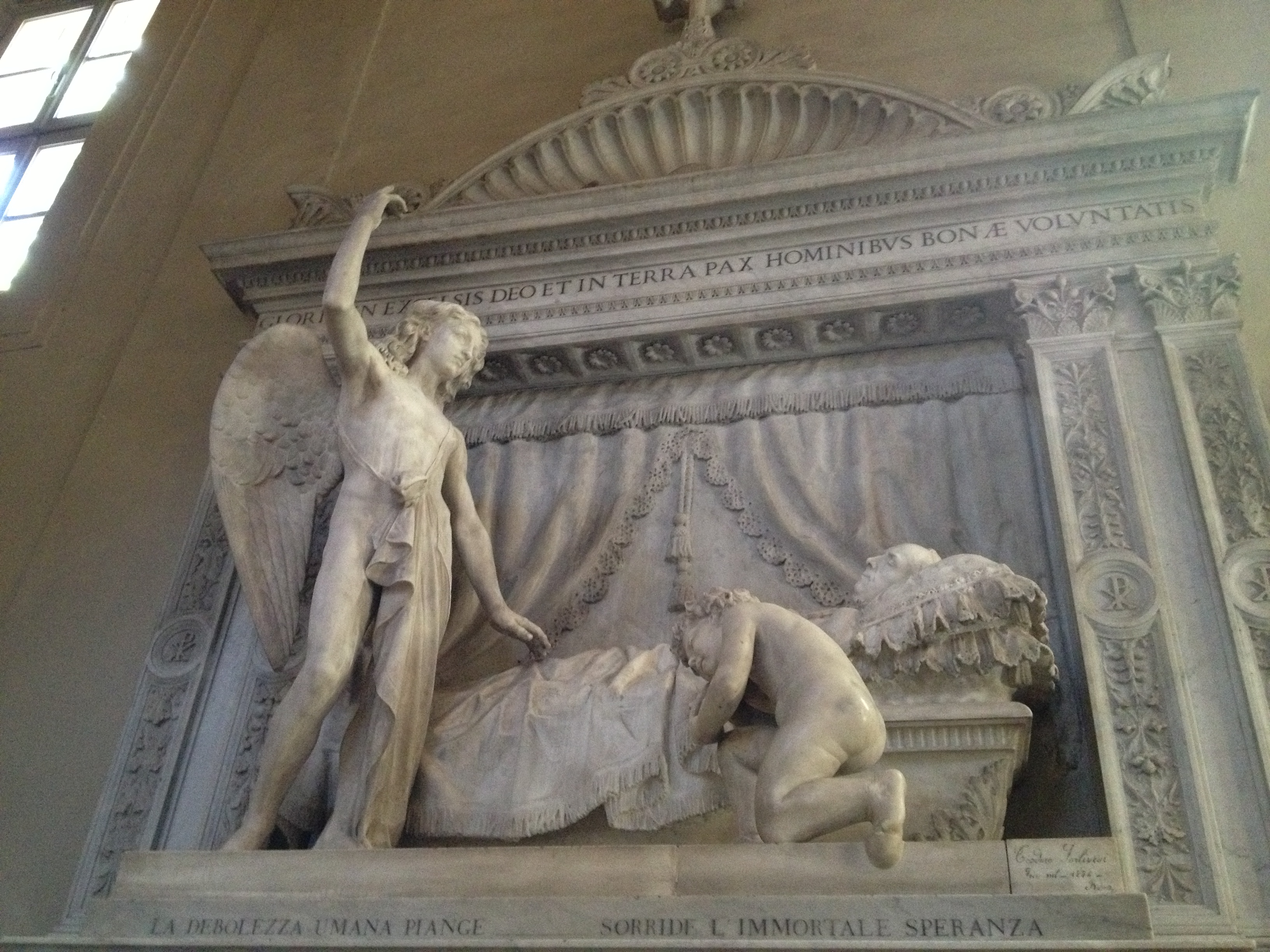
Chiesa superiore - navata sinistra - Tomba del conte de Basterot - opera di Teodoro Gaetano Forlivesi.

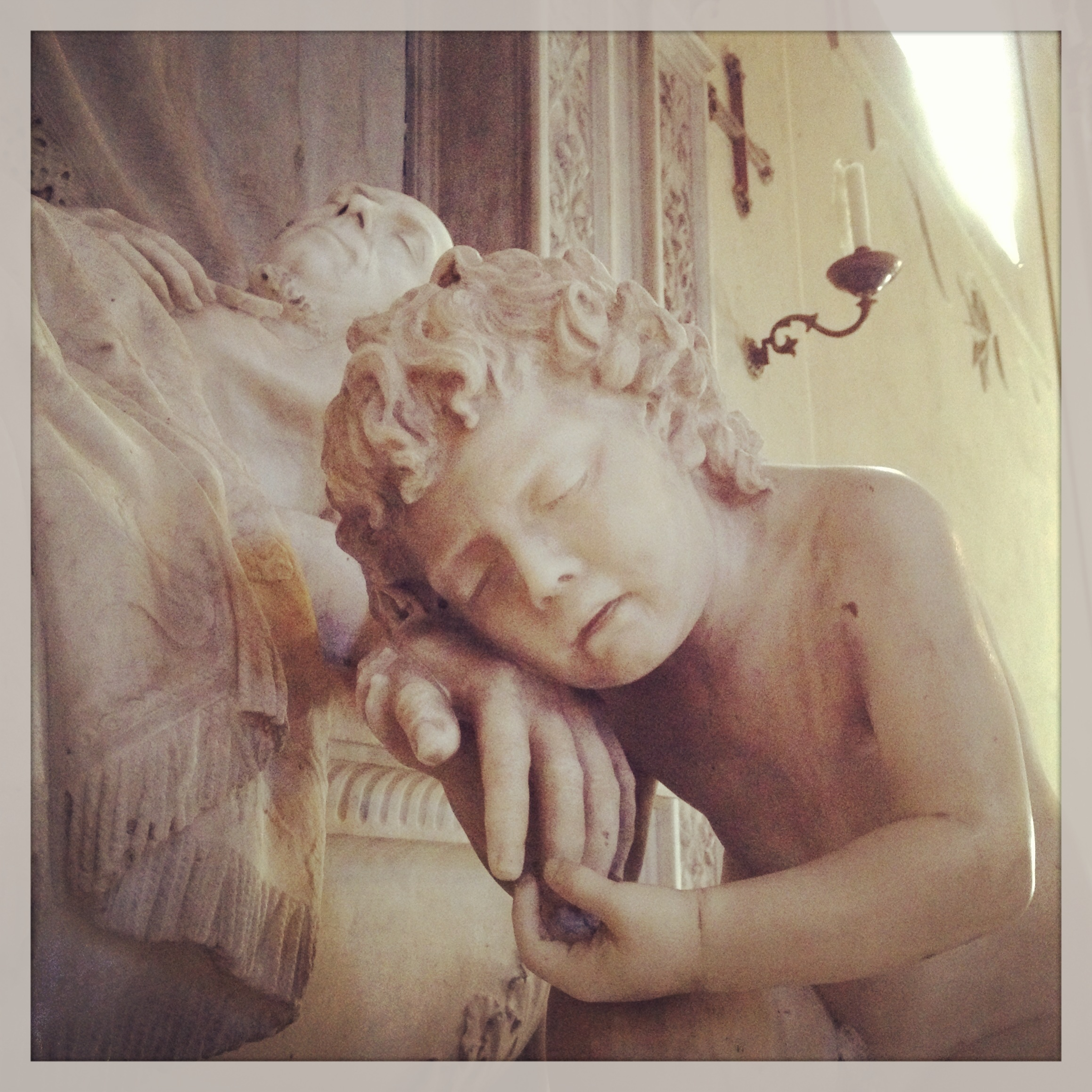
Chiesa superiore - navata sinistra - Tomba del conte de Basterot, dettaglio

L'interno della basilica è suddiviso in tre navate, senza transetto, con un'abside semicircolare; le navate sono separate da colonne romane di spoglio. Nell'abside centrale è conservato il meraviglioso mosaico, realizzato poco dopo il 1100, con al centro Cristo crocifisso tra la Vergine e San Giovanni Evangelista.
La croce, su cui sono posate le dodici colombe bianche degli apostoli, esplose è rappresentata come un arbor vitae che sorge da un cespo di acanto e si dirama in girali a ventaglio di origine classica, che inglobano oggetti e figure umane e di animali: uccelli di varie specie, eroti su delfini, musicanti, cornucopie, racemi, fiori, fontane. I quattro Dottori della Chiesa sono attorniati da figure di fedeli. Modello iconografico nuovo, questa composizione realizza l'idea di Redenzione attraverso il sacrificio di Cristo, posto al centro, nell'immagine della sua morte sulla Croce, con ai lati le figure dolenti della Vergine e di san Giovanni. In basso, in fila serrate, convergono al centro due teorie di agnelli: Agnus Dei più volte ripetuto. La scrittura, sul bordo inferiore, dice: La Chiesa di Cristo paragoneremo a questa vite, che la Legge inaridisce e la Croce rinverdisce. 

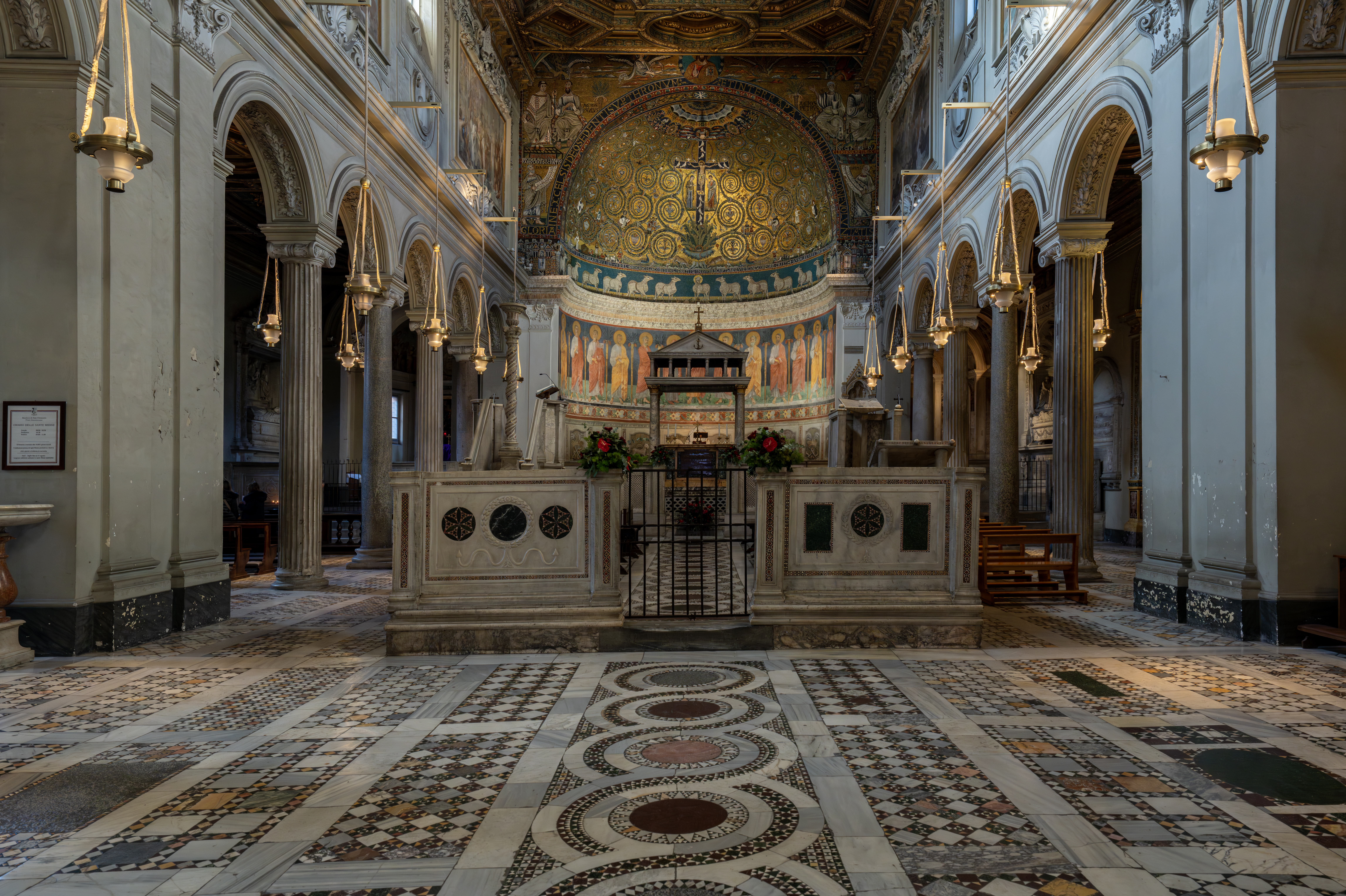
Vista sul presbiterio

Al di sotto del mosaico è un affresco con gli Apostoli, risalente al XIV secolo. Il pavimento intarsiato di marmi policromi è un esempio molto bello di stile cosmatesco; nel centro della navata, prima del presbiterio, si trova la schola cantorum, del XII secolo, elemento tipico delle basiliche paleocristiane e qui in San Clemente di particolare importanza, perché reimpiega diversi frammenti provenienti dalla chiesa inferiore; essa è costituita dal recinto lungo il quale si innestano i due pulpiti. Al termine della schola cantorum si trova l'altare maggiore, sovrastato dal ciborio medievale.
Alcuni elementi appartenevano alla basilica inferiore e sono: parte della schola cantorum, come detto, l'altare, la cattedra vescovile (detto anche seggio vescovile).
La porzione superiore della navata centrale presenta uno stile barocco che ha inizio dalle arcate dei colonnati, interessa le pareti con ricchi stucchi ed affreschi, raffiguranti scene della vita di san Clemente, ed un soffitto a cassettoni con cornici dorate.
L'ingresso ordinario alla basilica avviene dall'esterno direttamente sulla navata sinistra tramite una porta laterale realizzata nel 1590; l'ingresso principale della chiesa, usato solo in occasioni cerimoniali, avviene dal quadriportico.
Sulla navata destra si trova l'accesso ad un locale che conduce alla sagrestia, al convento domenicano ed agli scavi dei livelli inferiori.

#### Le cappelle
L'impianto originale della basilica era privo delle cappelle e dell'ingresso laterale nella navata sud; su questo lato vi erano altri locali del complesso conventuale poi demoliti per la realizzazione della via dei SS. Quattro Coronati con il Piano Sistino. Così si ricorda l'insieme delle importanti opere edilizie ed urbanistiche realizzate da papa Sisto V (1585-1590).
Le cappelle, poste alle due estremità di ciascuna navata laterale ed una lateralmente nella navata destra, furono realizzate nei secoli successivi: nel 1420 circa quella di Santa Caterina, nell'estremo sud-est.

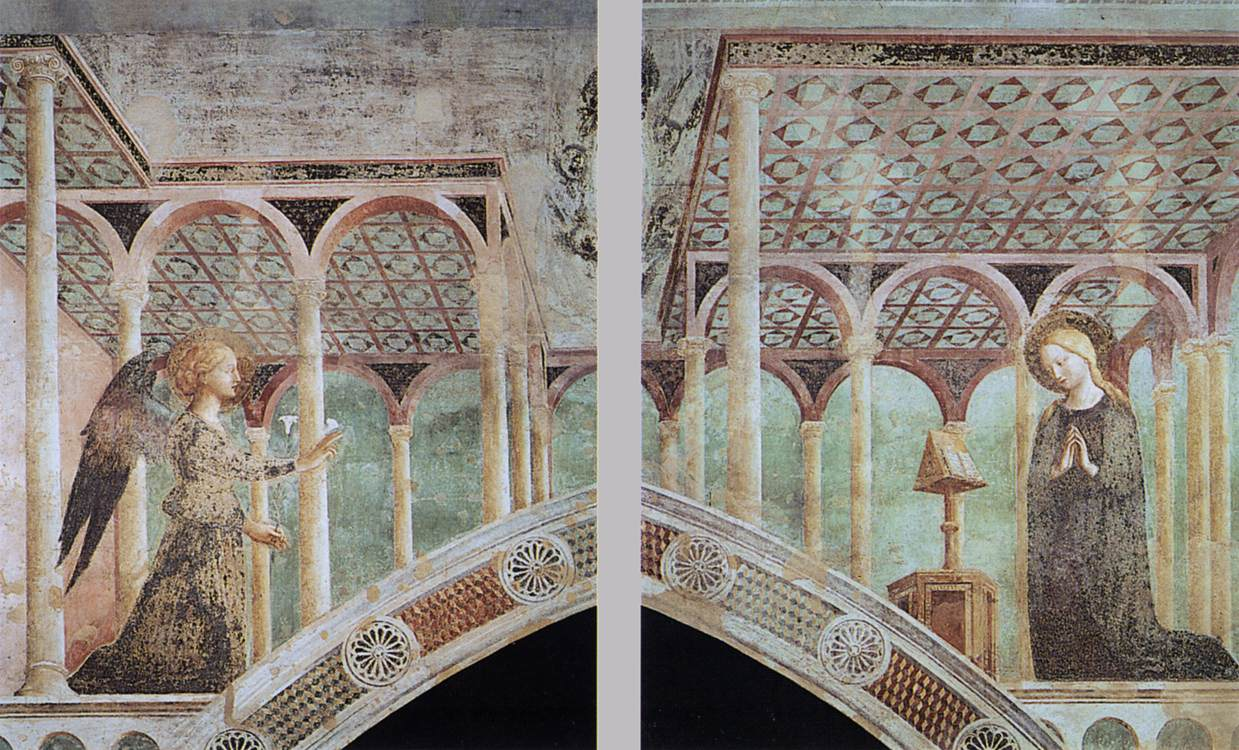
Masolino da Panicale, Annunciazione

Tra il 1428 e il 1431, su commissione del cardinale Branda Castiglioni, titolare della basilica, Masolino da Panicale dipinse ad affresco nella cappella di Santa Caterina una Annunciazione, nei toni delicati del verde chiaro, del rosato e del giallo oro, con in alto, al centro, la figura del Dio Padre benedicente. Probabilmente l'affresco era stato impostato da Masaccio, morto improvvisamente a Roma nel 1428. Dopo il Concilio di Costanza, convocato nel 1414 e che mise fine allo scisma e alla confusione dei papi e degli antipapi, la Chiesa iniziava ad assorbire il grande movimento umanista e ad intravedere una nuova dimensione religiosa ed artistica, grazie anche all'elezione al papato di Martino V, della illustre famiglia romana dei Colonna.
Nel 1450 circa fu edificata la cappella di San Giovanni Battista, nell'estremo nord-ovest, nel 1615 quella di San Cirillo, poi dedicata a San Domenico nel 1715, nell'estremo nord-est, nel 1617 quella del SS. Sacramento, nell'estremo sud-ovest, nel 1886 quella di San Cirillo, lungo la navatella nord.

#### Il pavimento cosmatesco
Il pavimento consta di complessi motivi dai colori sgargianti in marmo. Negli anni '70 dell'800 il pavimento delle navate laterali fu rifatto in base a quello della navata centrale.

#### La schola cantorum
È situata in mezzo alla navata centrale ed è stata donata da papa Giovanni II. Su alcuni pannelli di questa costruzione è posto il monogramma di questo papa. Vi è l'almarium (trattasi di un tabernacolo) regalato dal cardinale Giacomo Caetani Tommasini nel 1299. Il cardinale Tommasini fu cardinale titolare della basilica di San Clemente dal 1295 fino alla sua morte successa nel 1300.

### La facciata ed il campanile
La facciata attuale, sobria ed elegante, è stata disegnata da Carlo Stefano Fontana e realizzata nel 1716 sopra le arcate del portico esistente, reca al centro un grande finestrone ad arco a tutto sesto inquadrato fra due lesene.
Nella parte inferiore si trova un portico ad archi con colonne romane di spoglio che si trova in corrispondenza del nartece della basilica inferiore.
Prima dei restauri settecenteschi vi era una facciata in mattoni (come il resto del corpo della basilica) allineata con il portone d'ingresso alla chiesa, con alcune finestrelle ed esisteva solo il portico di facciata.
Sul lato sinistro si trova il campanile, con lo stesso stile barocco, realizzato intorno tra la fine del XVII e l'inizio del XVIII secolo. In precedenza era situato sul lato opposto, come mostrano la veduta di Roma di Antonio Tempesta e la veduta di Francino, con lo stile tipico dei campanili del Lazio nel medioevo. Le fondazioni del vecchio campanile sono ancora visibili al livello inferiore della chiesa antica.

### Il quadriportico
L'ingresso ufficiale alla basilica, utilizzato solo in occasioni cerimoniali, avviene dalla piazza di S. Clemente attraverso un piccolo protiro in mattoni e due colonne romane 

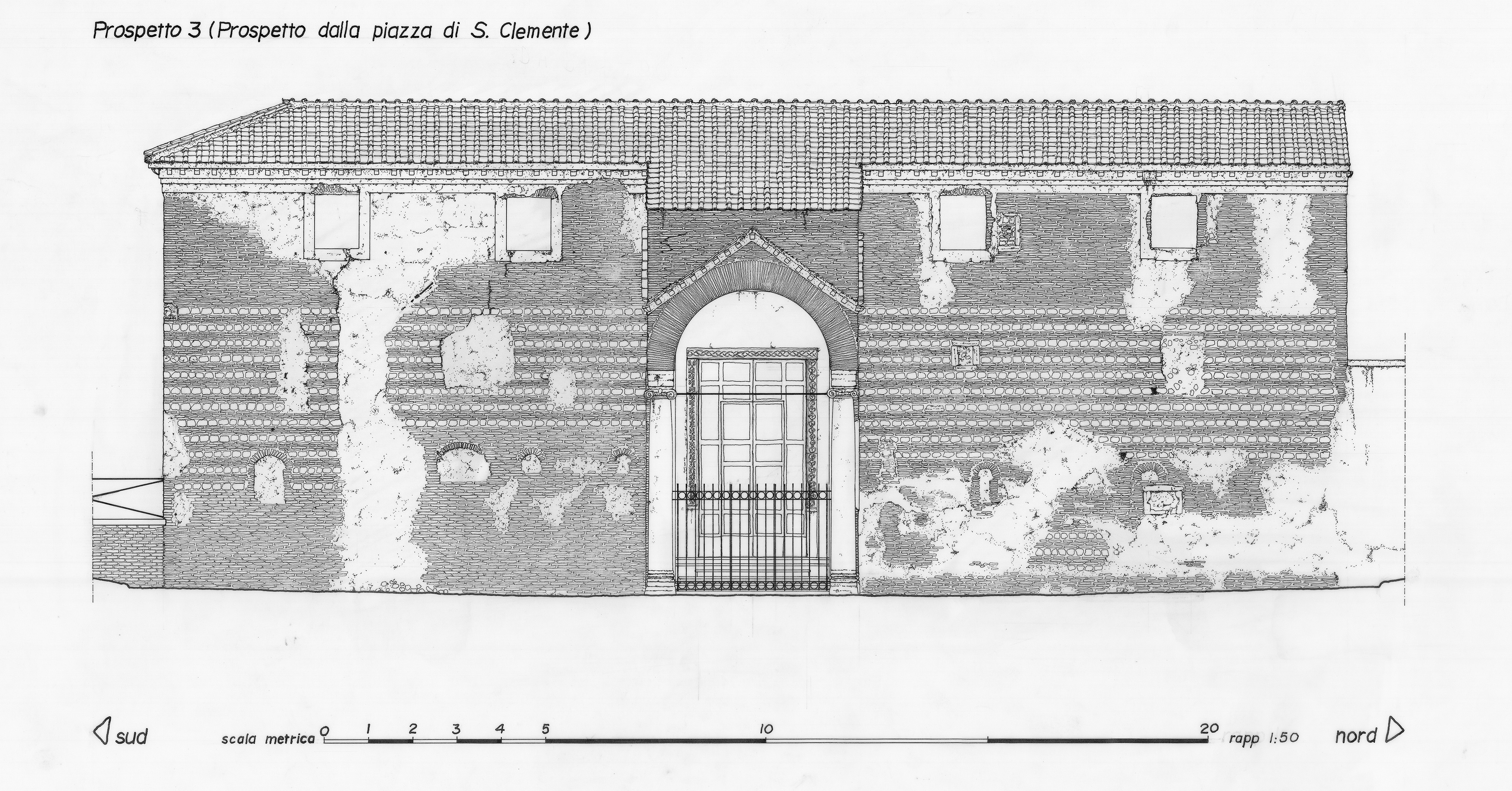
Prospetto con il protiro dalla Piazza di San Clemente

Da questo si entra nell'atrio a quadriportico; questo presenta quattro portici differenti tra di loro: il portico d'ingresso (lato est) è realizzato su due piani e retto da possenti pilastri quadrangolari in muratura, i portici a nord e sud, con colonne romane diverse tra loro, sono coperti con una semplice falda in legno e tegole, del portico di facciata si è detto. Sul portico nord si trova un ulteriore accesso al convento domenicano.
La basilica attuale di San Clemente, grazie anche alla presenza del quadriportico, è stata spesso citata come modello di basilica paleocristiana, in realtà l'aspetto descritto è anch'esso frutto dei restauri del 1700. Ulteriori testimonianze e studi sulle murature visibili hanno di fatto evidenziato come l'atrio non fosse porticato inizialmente su tutti i lati, e che abbia subito notevoli modifiche nel corso dei secoli, ridotto anche in stato di abbandono e che i portici nord e sud erano, in un periodo non meglio determinato, composti da due livelli, con un solaio intermedio in legno.

## La basilica antica

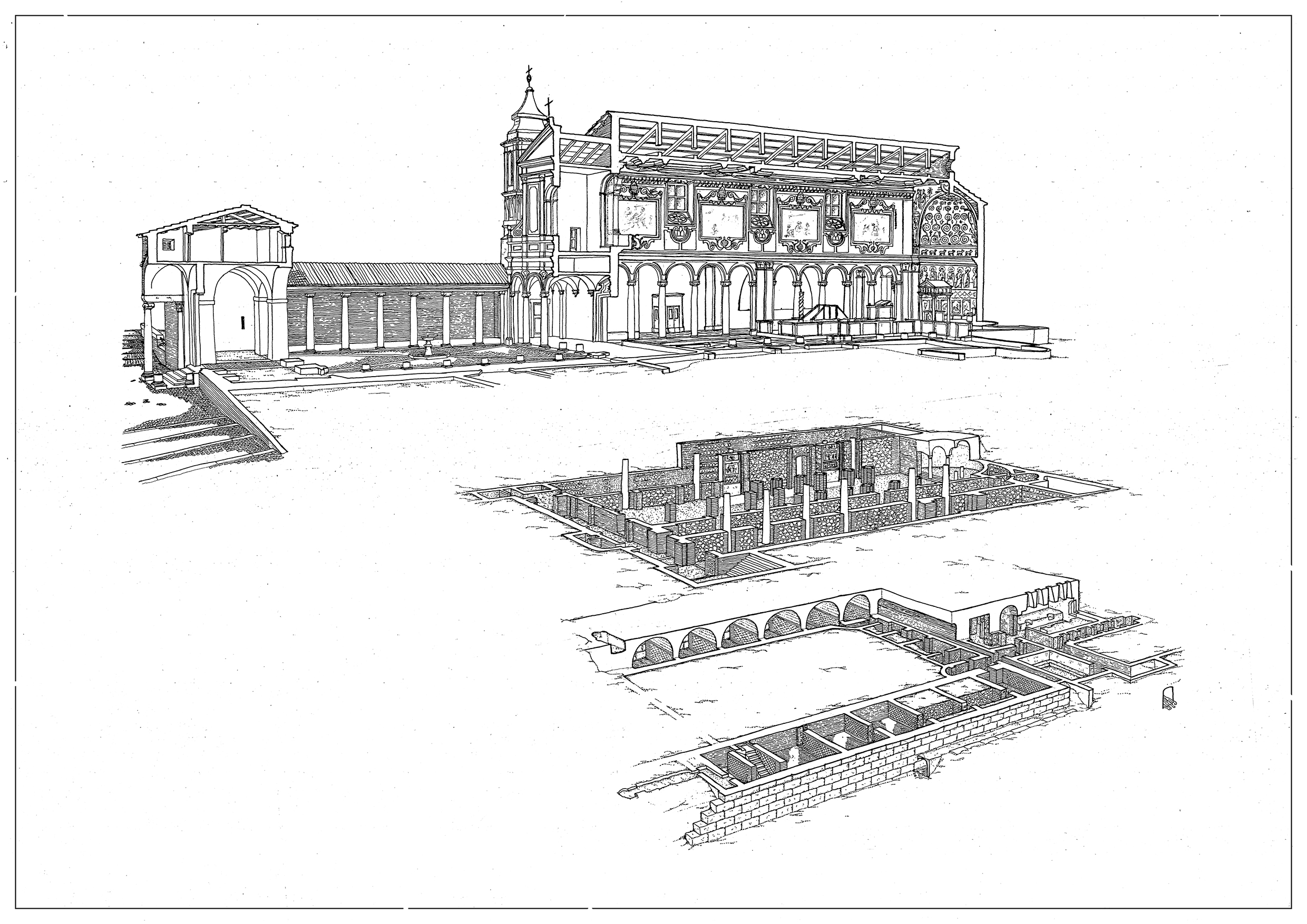
Prospettiva esplosa dei tre livelli della basilica

Intorno alla metà del III secolo il piano superiore dell'horreum fu demolito, il piano inferiore fu interrato ed al posto del suo livello superiore fu realizzato un nuovo edificio adibito ad abitazione privata, residenza di un patrizio. Alcune testimonianze letterarie hanno fatto supporre agli studiosi paleocristiani che in questo edificio avvennero le prime riunioni di culto cristiano che lo hanno fatto individuare come titulus Clementi. Girolamo riferisce che ai suoi tempi non era nuova: ...nominis eius [Clementis] memoriam usque hodie Romae exstructa ecclesia custodit, ponendo la datazione del titolo in precedenza all'anno 385. La presenza della chiesa di San Clemente è successivamente menzionata anche in una lettera di papa Zosimo (417-418) ed in una di papa Leone I (440-461); altre testimonianze epigrafiche sono state considerate meno certe.
Nei secoli successivi l'edificio originale è stato oggetto di varie modifiche:
- nel IV secolo l'edificio fu modificato e gli fu data una forma più simile a quella di una basilica cristiana, con una navata centrale e due navate laterali.
- all'inizio del V secolo fu aggiunta un'abside, realizzata occupando parte del livello superiore dell'edificio del Mitreo.
- nel VI secolo furono realizzati l'altare e la schola cantorum (un recinto dedicato ai cantori dei salmi) e fu posato un nuovo pavimento in mosaico floreale, per una buona parte ancora visibile;
- tra l'VIII ed il IX secolo vi fu l'inserimento di colonne marmoree, ed alcuni affreschi;
- nell'XI secolo, successivamente all'incendio di questa parte di Roma dovuta al saccheggio delle truppe normanne di Roberto il Guiscardo, si resero necessarie opere di rinforzo nel colonnato sud e nel nartece che furono ricoperte da nuovi affreschi.[16]

Nella basilica inferiore, all'estremità ovest della navata sud, si reputa siano conservate le reliquie di san Cirillo, evangelizzatore degli Slavi, che portò a Roma dalla Crimea le reliquie di san Clemente.
Gli affreschi presenti nella basilica inferiore costituiscono un notevole interesse storico ed artistico e sono oggetto di studi particolari. L'affresco con la Morte e riconoscimento di Sant'Alessio, risalente alla fine dell'XI secolo ed esistente sulla parete sinistra della navata mediana della basilica inferiore, fu scoperto durante uno scavo archeologico ottocentesco.

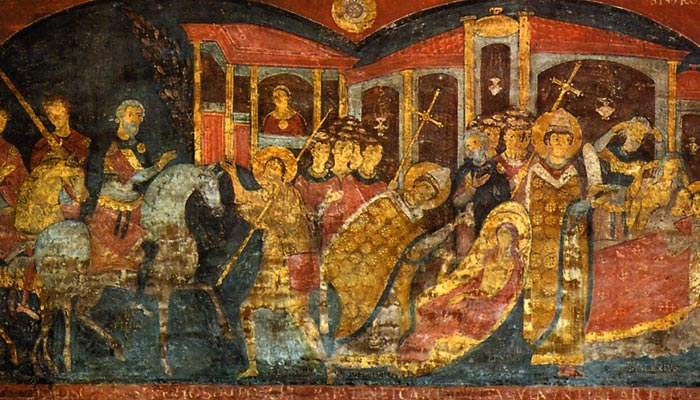
Alessio di Roma

Negli affreschi della basilica sono raffigurati alcuni miracoli attribuiti a san Clemente. In uno degli affreschi è raccontata la leggenda miracolosa del prefetto Sisinnio, il quale, arrabbiato a causa della conversione della propria moglie Teodora, la seguì con alcuni soldati; quando la trovò in una sala mentre assisteva ad una messa celebrata da Clemente, ordinò il suo arresto, ma Dio non lo permise accecando Sisinnio e i soldati, che, credendo di portare via Teodora e Clemente, in realtà trascinarono colonne. Il prefetto restò cieco fino al suo ritorno a casa.

### Iscrizione di san Clemente e Sisinnio

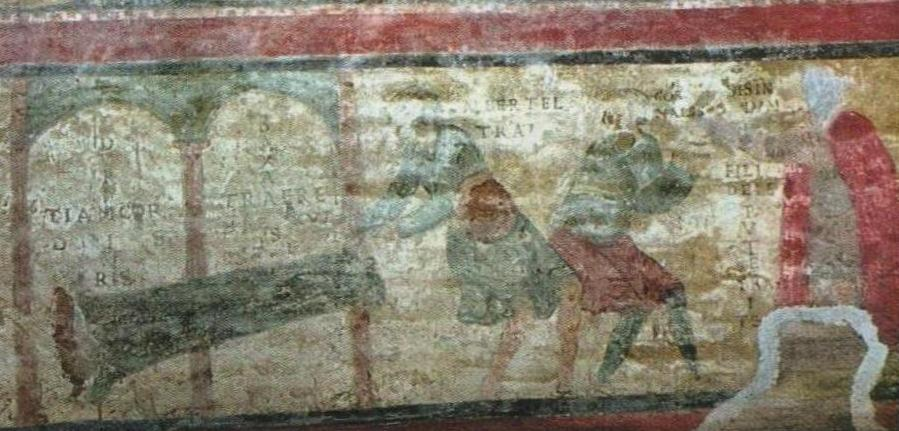
Iscrizione di San Clemente e Sisinnio

Nella navata centrale, vicino all'accesso della navata sinistra, si trova uno dei più famosi affreschi della basilica non solo per l'importanza artistica, ma anche perché nel riquadro inferiore del dipinto si trovano trascrizioni di frasi espresse in una lingua intermedia fra il latino e il volgare. Queste iscrizioni (databili tra il 1084 e l'inizio del 1100) costituiscono il primo esempio in cui il volgare italiano appare scritto ed anche usato con intento artistico.
Il dipinto rappresenta un frammento della Passio Sancti Clementis (un testo anteriore al VI secolo), in cui il patrizio Sisinnio è nell'atto di ordinare ai suoi servi (Gosmario, Albertello e Carboncello) di legare e trascinare san Clemente. I servi, accecati come il loro padrone, trasportano invece una colonna di marmo. Si leggono queste espressioni (la cui attribuzione ai singoli personaggi è incerta; quella proposta è la più condivisa):
Sisinium: «Fili de le pute, traite, Gosmari, Albertel, traite. Falite dereto co lo palo, Carvoncelle!», 
San Clemente: «Duritiam cordis vestris, saxa traere meruistis».
Traduzione:
Sisinnio: «Figli di puttana, tirate! Gosmario, Albertello, tirate! Carvoncello, spingi da dietro con il palo», 
San Clemente: «A causa della durezza del vostro cuore, avete meritato di trascinare sassi».
La prima parte è tutta in volgare, con chiare influenze romanesche. Da notare che le espressioni de le e co lo sono già preposizioni articolate, che non esistevano nella lingua latina. La seconda parte è scritta in latino, ed è una libera citazione dalla Passio, dove il testo suona così: "Duritia cordis tui in saxa conversa est, et cum saxa deos aestimas, saxa trahere meruisti." (La durezza del tuo cuore è convertita in pietra; e poiché stimi dèi le pietre, hai meritato di trascinare pietre). Probabilmente la citazione è stata abbreviata per adattarla allo spazio disponibile nell'architettura dell'affresco. Nella nuova versione, la frase non solo è stata volta al plurale (vestris, meruistis); ma soprattutto non rispetta più la sintassi e le concordanze nella flessione nominale (duritiam invece della forma dell'ablativo: "duritia", che ora sarebbe necessaria; vestris invece di: "vestri", come richiederebbe la concordanza); traere. invece della forma corretta: "trahere". Evidentemente il pittore, e soprattutto colui che gli dettava il testo, non aveva più familiarità con l'uso latino.

### L'atrio antico
Le numerose campagne di scavo non hanno mai interessato l'atrio, cosicché non si hanno prove archeologiche dell'esistenza di un atrio di fronte alla basilica inferiore; dalle misurazioni degli edifici inferiori e da analisi stilistiche si può affermare che è molto probabile che ne esistesse uno, ma non si può essere certi che si trattasse di un quadriportico.

### La tomba di San Cirillo
San Cirillo fu tumulato nella basilica di San Clemente nell'869. Tuttavia la basilica fu abbandonata meno di due secoli dopo la morte del santo, così i resti di San Cirillo furono trasportati nella basilica superiore risalente al XII secolo e la tomba della basilica paleocristiana rimase vuota.

## Le costruzioni romane

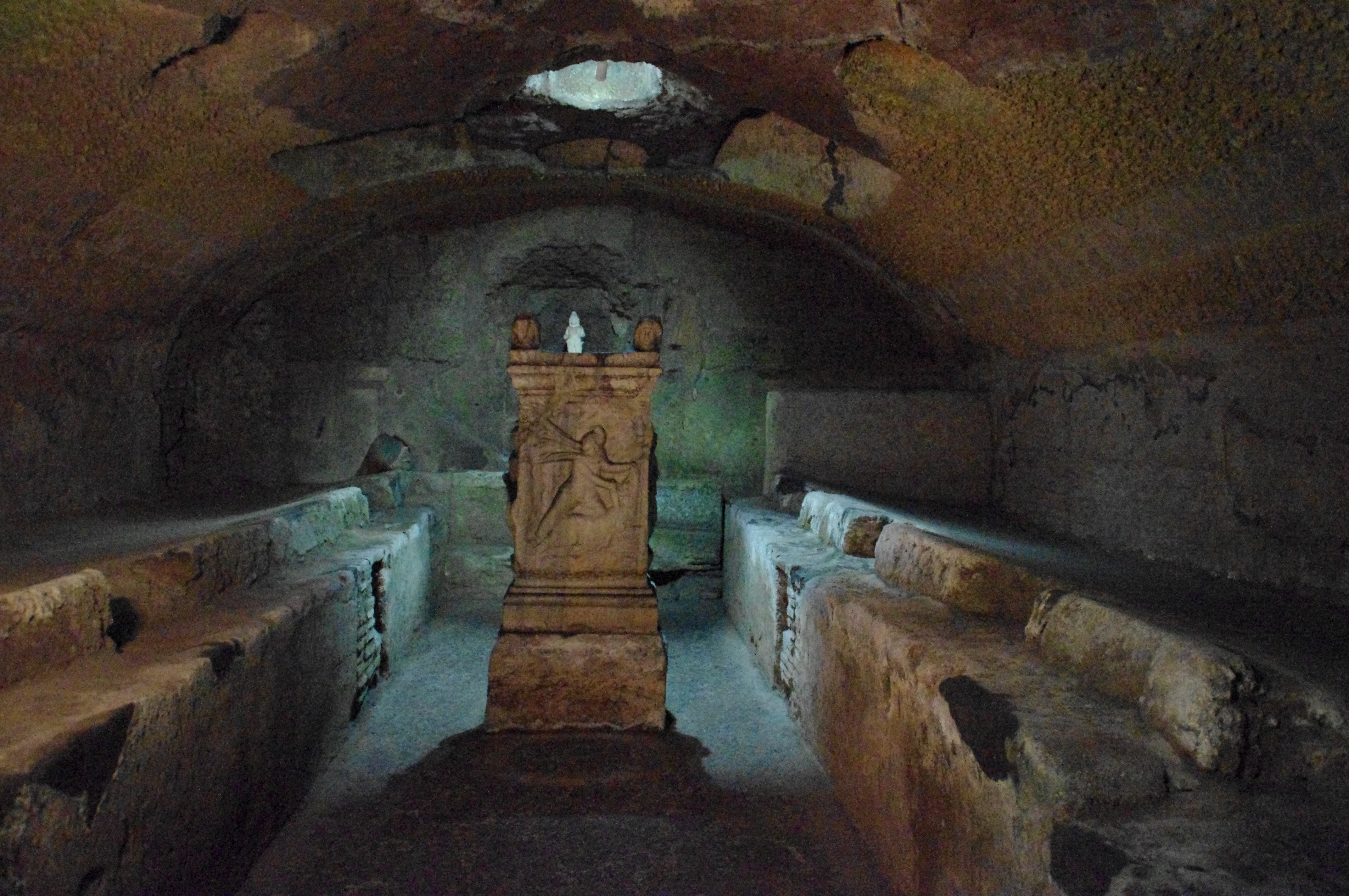
Altare del mitreo

Gli edifici riscoperti al livello più basso sui quali insiste la basilica sono due, separati da uno stretto vicolo largo ca. 70 cm, oggi percorribile grazie agli scavi: un grosso edificio destinato probabilmente a magazzino (horreum) ed un edificio residenziale (insula), meglio noto tra gli studiosi come l'edificio del Mitreo. Al di sotto di questo sono state rinvenute tracce di edifici precedenti, che tuttavia non sono stati scavati e studiati sufficientemente per conoscerli a fondo.

### L'horreum
L'edificio principale e più grande sul quale è fondata la basilica è costituito da una grossa struttura rettangolare (da taluni creduta del periodo repubblicano della storia di Roma), originariamente di due piani, realizzata nel I secolo d.C. con grossi blocchi di tufo, suddivisa in celle coperte con volta a botte poste sul perimetro, e con un vasto cortile interno (ancora non scavato); la larghezza dell'edificio è di 29,60 m (ca. 100 piedi romani), mentre non è ancora stato possibile rilevarne la lunghezza esatta. La forma e la struttura dell'edificio hanno fatto ipotizzare che si trattasse di un horreum, cioè un magazzino, realizzato a servizio della vicina area dei Ludi edificata nel I secolo intorno al Colosseo.
Nell'horreum vi sono le fondamenta delle due basiliche poste sopra di esso. Tra gli '30 e gli '40 fu costruito un canale di scolo che porta l'acqua negli horrea verso il tunnel costruito in precedenza.

### L'edificio del Mitreo
Il secondo edificio, situato oltre il vicolo, era costituito da un'insula, cioè una casa suddivisa in vari appartamenti posti intorno ad un cortile centrale interno, realizzata in opus latericium intorno al I secolo. In questo cortile, tra la fine del II e l'inizio del III secolo, fu realizzato un Mitreo, piccolo tempio dedicato al culto del dio Mitra, di origine orientale ed importato a Roma molto probabilmente con le legioni di ritorno dalle campagne in Asia Minore, intorno al 67 a.C. Nel Mitreo fu rinvenuta una statua del Buon Pastore.

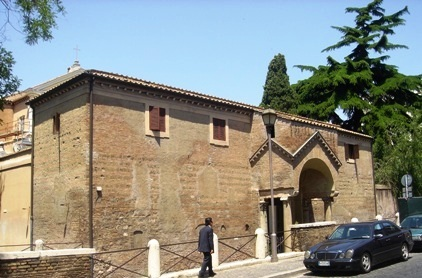
Il protiro medievale della basilica

## Il clero di San Clemente
Il Titulus di San Clemente era uno dei venticinque tituli che nel IV e V secolo costituivano i centri 
pastorali cristiani a Roma, retti da sacerdoti chiamati cardinali; le origini pastorali di tale titolo sono ancora attestate dall'assegnazione ad ogni nuovo cardinale eletto di una chiesa Titolare (come per esempio San Clemente).
Non si dà attualmente per certo che gli edifici intorno alla basilica superiore fossero occupati da una comunità religiosa fin dalla sua consacrazione; la prima data storica certa è quella del 1403, quando papa Bonifacio IX vi introdusse la 
congregazione dei frati di S. Ambrogio ad Nemus, che vi rimasero fino al 1643, anno in cui furono soppressi da papa Urbano VIII.
Nel 1645 la basilica ed il convento furono affidati ai Domenicani di San Sisto; quando poi l'Inghilterra dichiarò fuorilegge la Chiesa Cattolica Irlandese e ne espulse il clero, la basilica ed il convento nel 1677 furono assegnati ai Domenicani Irlandesi, che ancora vi risiedono e li amministrano.
Attualmente il cardinale titolare della basilica è S. Em. il cardinale Arrigo Miglio.

## Collegamenti metro
| È raggiungibile dalla fermata Via Labicana - Basilica di San Clemente | del tram 3 |